# Musée d'Art et d'Histoire de Neuchâtel
Pour les articles homonymes, voir Musée d'art et d'histoire.
Le Musée d'art et d'histoire de Neuchâtel est un musée des beaux-arts situé en Suisse. Il se trouve dans un bâtiment construit en 1881-1887 par Léo Châtelain.

## Bâtiment
Le bâtiment a été conçu par l'architecte Léo Châtelain et bâti en 1881-1887. De style néo-Renaissance française, il est inauguré en septembre 1884 sous le nom de « Musée de peinture ». Il abrite les collections de tableaux de la ville de Neuchâtel, puis dès 1885, les collections historiques, archéologiques et ethnographiques (jusqu'en 1904 pour la collection ethnographique et 1952 pour celle des objets archéologiques),.
La cage d'escalier, particulièrement imposante, a été décorée en 1886-1893 de peintures monumentales dues à Léo-Paul Robert illustrant Neuchâtel ou la vie intellectuelle, La Chaux-de-Fonds ou L'industrie, Le Val-de-Ruz ou L'agriculture. L'artiste est aidé du peintre verrier Clement Heaton (de), à qui l'on doit les décors cloisonnés et les vitraux.
Des annexes conçues par l'architecte François Wavre seront ajoutées l'une à l'ouest en 1952, et l'autre à l'est en 1953.
En 1972, le musée change de nom et prend le nom actuel. Le 5 février 1973, le Conseil de la ville décide d'un crédit de rénovation de 2,2 millions de francs. Le toit au-dessus du corps central sera modifié en coupole dès 1977, la verrière sera également refaite à cette époque. La réfection du musée sera terminée en 1980, pour un coût de près de 3,7 millions de francs.
De nouveaux travaux sur les verrières, l'isolation thermique, le plancher et l'acoustique ainsi que la réfection de l'ensemble des salles du premier étage ont été entrepris en 2003-2005.
En 2003, le Musée inaugure une nouvelle dépendance, les Galeries de l'histoire, sises à l'arrière de l'hôtel DuPeyrou, et gérées conjointement avec les Archives de la Ville de Neuchâtel.

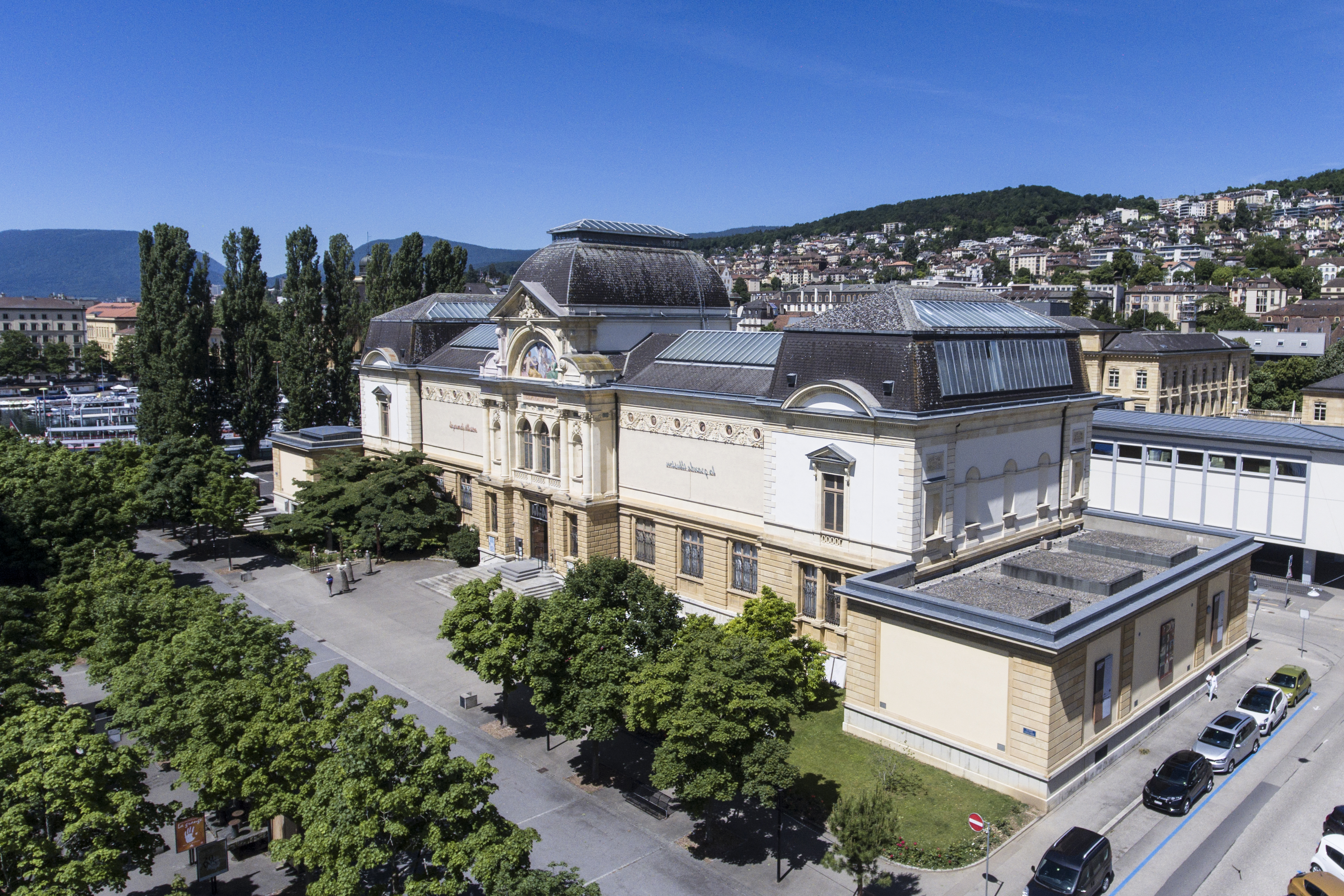
Musée d'art et d'histoire de Neuchâtel. ©MahN. Photo: Stefano Iori

## Collections
Musée pluridisciplinaire, le MahN conserve plus de 150’000 objets et images dans les domaines des arts plastiques, de l'histoire, des arts appliqués et de la numismatique. Les collections couvrent une période qui s'étend de l'Antiquité à nos jours. Parmi les ensembles majeurs figurent l'importante collection d'art neuchâtelois, suisse et français du XIXe au XXe siècle, dont le prestigieux legs Amez-Droz; la collection Suchard-Tobler forte de 35'000 photographies, affiches et emballages; un ensemble de référence autour de l'indiennage, composé en particulier de toiles imprimées; une collection d'armes et d'uniformes français, du Premier et Second Empire; un patrimoine industriel provenant des médailleurs Huguenin au Locle et Paul Kramer à Neuchâtel; le clavecin de Johannes Ruckers ainsi que les automates Jaquet-Droz, trois androïdes datant du XVIIIe siècle.
Des maquettes historiques de la ville de Neuchâtel de l'an mil à nos jours sont exposées de manière permanente aux « Galeries de l'histoire », site des Archives de la Ville de Neuchâtel.

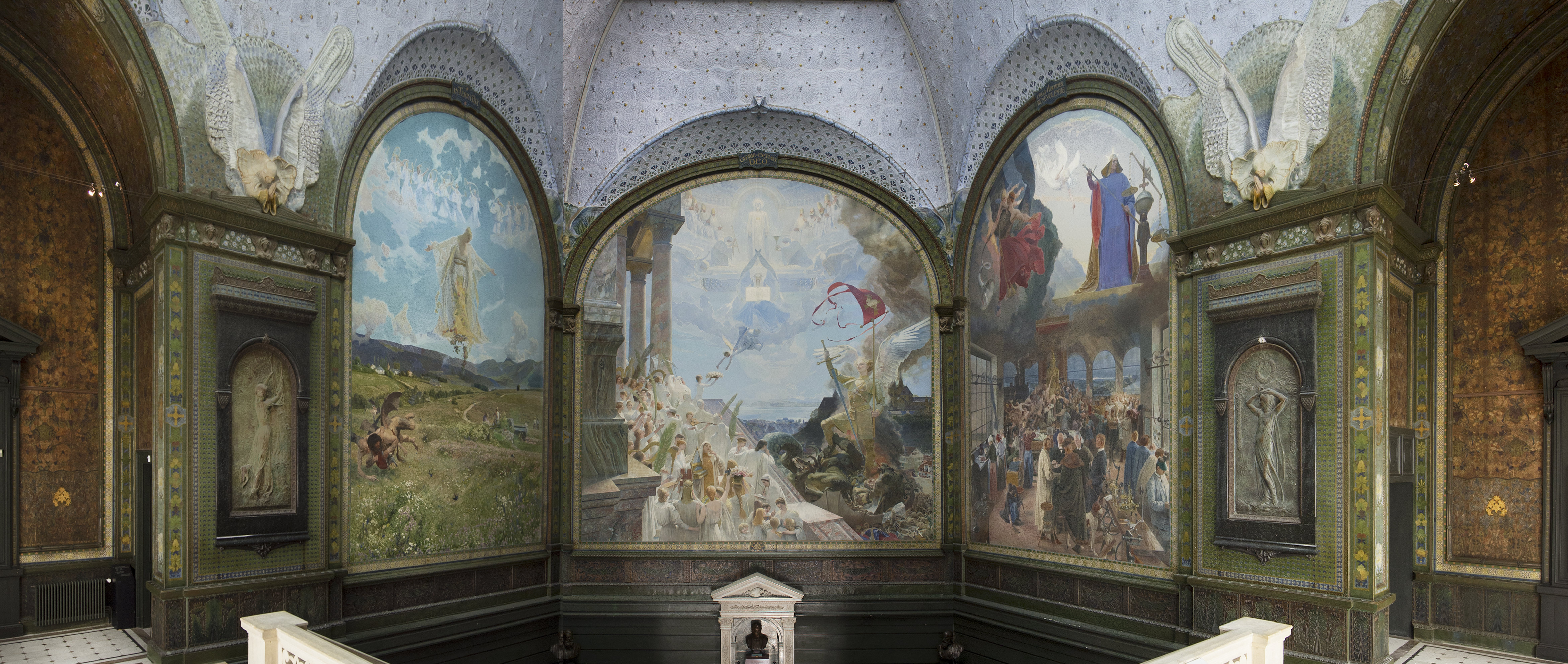
Cage d'escalier du Musée. Une œuvre d'art totale
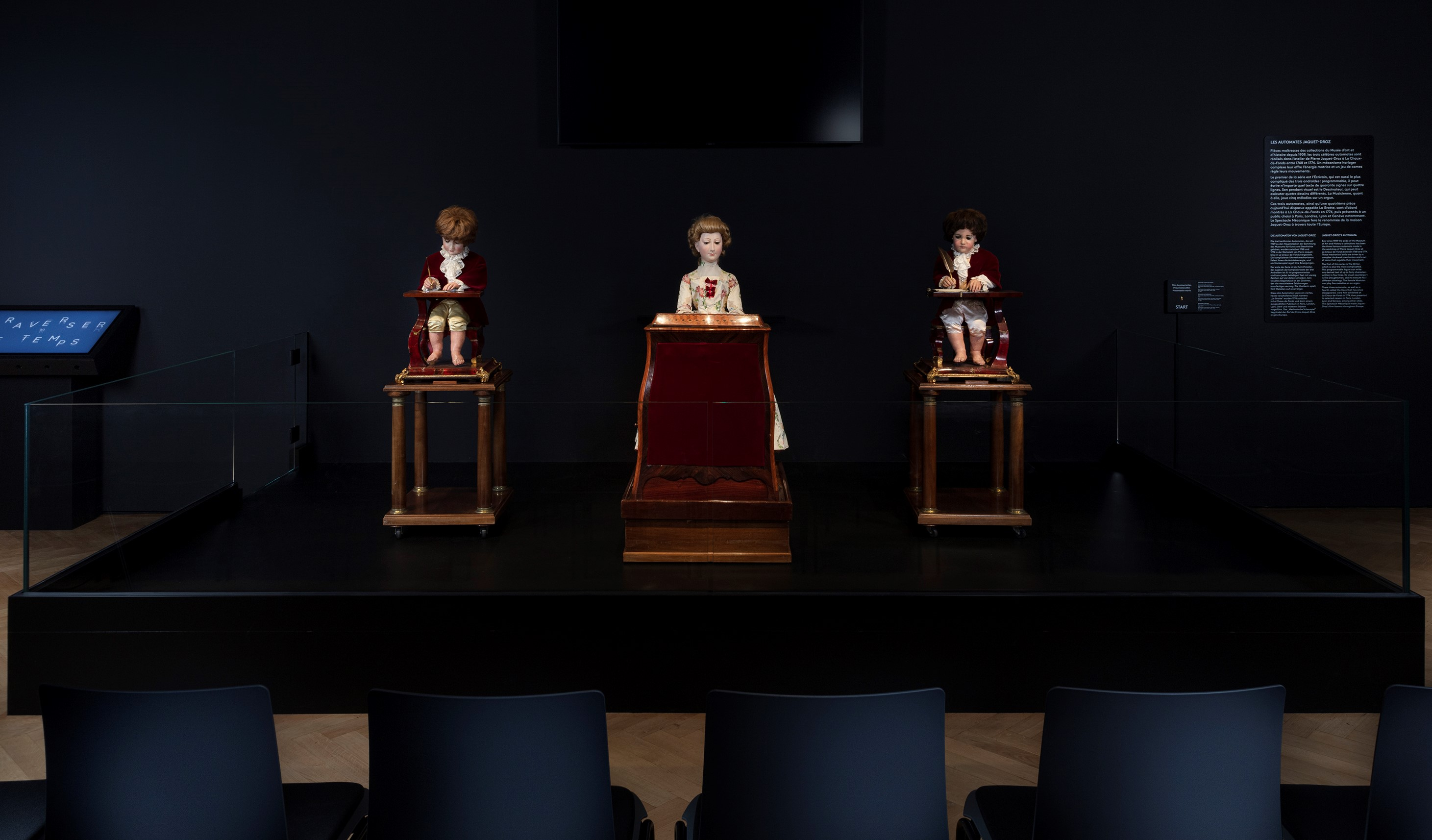
Salle des automates Jaquet-Droz
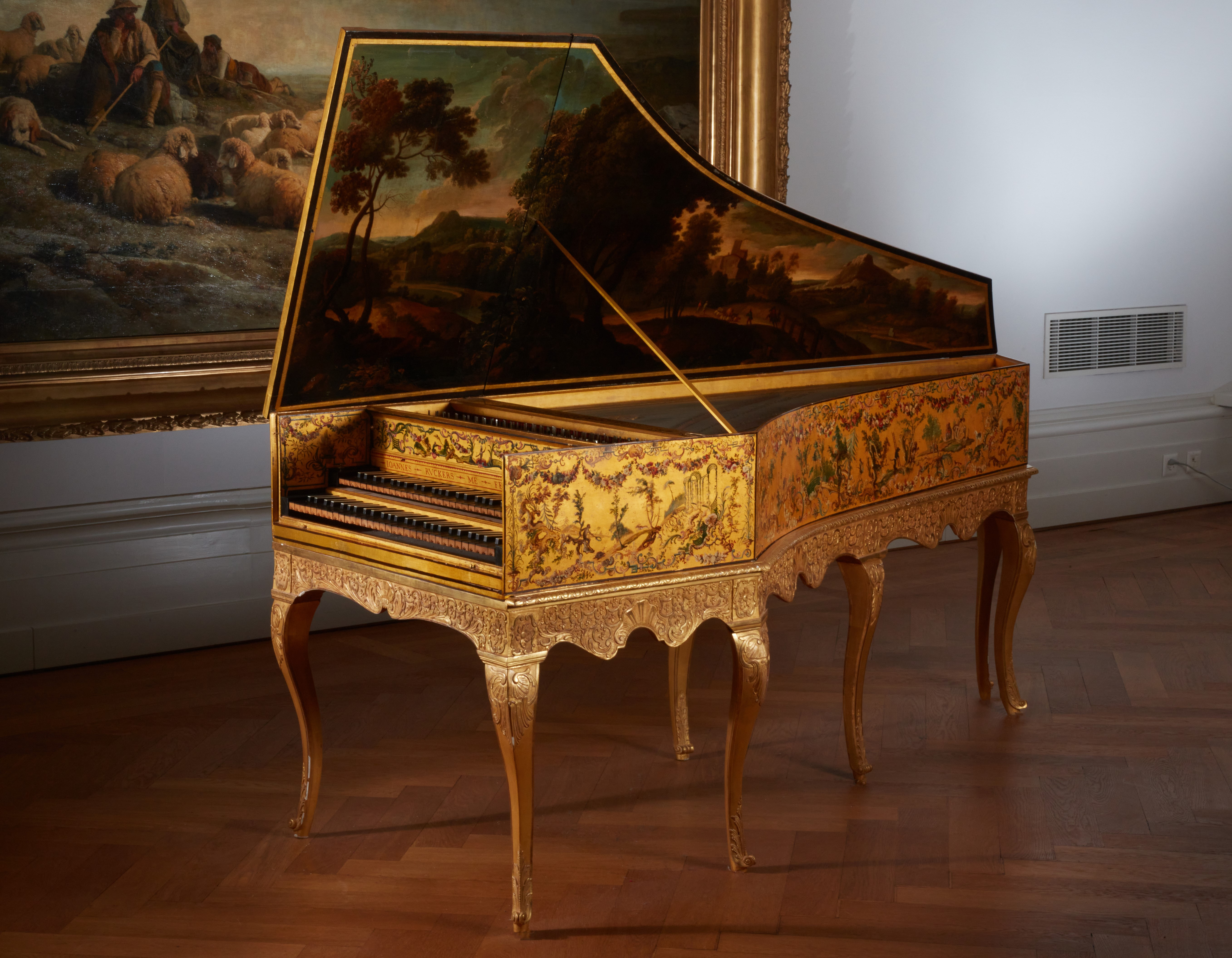
Clavecin Johannes Ruckers (Le Jeune), 1632